# Мејсвил (Џорџија)
Мејсвил (Џорџија) (енгл. Maysville) град је у америчкој савезној држави Џорџија. По попису становништва из 2010. у њему је живело 1.798 становника.

## Демографија
Према попису становништва из 2010. у граду је живело 1.798 становника, што је 551 (44,2%) становника више него 2000. године.
| Група             | 2000.         | 2010.         |
| Белци             | 1.182 (94,8%) | 1.668 (92,8%) |
| Афроамериканци    | 32 (2,6%)     | 39 (2,2%)     |
| Азијати           | 3 (0,2%)      | 8 (0,4%)      |
| Хиспаноамериканци | 19 (1,5%)     | 47 (2,6%)     |
| Укупно            | 1.247         | 1.798         |